# Padéma (departamento)
Padéma é um departamento ou comuna da província de Houet no Burkina Faso. A sua capital é Padéma.
Em 1 de julho de 2018 tinha uma população estimada em 66511 habitantes.